# Frankie Fredericks
Frank ("Frankie") Fredericks (Windhoek, 2 oktober 1967) is een voormalige atleet uit Namibië. Hij is de eerste atleet die voor Namibië een olympische medaille heeft gewonnen. Hij is de eerste Afrikaan en de eerste atleet die niet van West-Afrikaanse oorsprong is die op de 100 m onder de 10 seconden heeft gelopen. Hij verbrak deze 10-seconden barrière in totaal 27 keer. Op de 200 m verbrak hij de 20-seconden barrière 24 keer. Hij is de enige man die ooit minder dan 20 seconden nodig had om de 200 m indoor af te leggen. Hij is dan ook met 19,92 s houder van het wereldrecord in deze discipline. Ook heeft hij nog steeds het Afrikaanse record op de 200 m in zijn bezit en realiseerde hij de derde snelste niet-winnende tijd op de 200 m (peildatum februari 2013).

## Biografie

### Voor sport en studie naar de VS
Fredericks groeide op bij zijn moeder in de township van Windhoek, Katutura. Tijdens zijn tienerjaren speelde hij voetbal bij de ploeg van zijn school en bij de jeugd van Black Africa. De schoolploeg verloor echter te veel naar de zin van Fredericks, die als kind een slechte verliezer was, en hij vond dat hij "meer talent voor atletiek had". Na zijn middelbare school kreeg hij een baan bij de Rossing Uranium Mine en die werkgever stuurde hem als negentienjarige naar de VS om te gaan sporten en voor zijn masters in Business Administration te studeren aan de Brigham Young University. "Ik kreeg een beurs, mede door mijn atletiekprestaties", aldus Fredericks.
Zijn sportieve perspectieven waren in die jaren weinig rooskleurig. Namibië was nog niet zelfstandig en als Zuid-Afrikaan was Fredericks aangewezen op de Amerikaanse atletiekwedstrijden waar hij voor de universiteit kon lopen. "Ik wist dat er totaal geen toekomst voor mij zou zijn." Het Amerikaanse staatsburgerschap aanvragen om internationale wedstrijden te kunnen doen, heeft Fredericks nooit overwogen. "Dat is voor mij nooit aan de orde geweest. Ik ben trots Namibiër te zijn".

### Zilver en goud
Op 21 maart 1990 werd Namibië echter onafhankelijk van Zuid-Afrika. En nadat de internationale boycot voor atleten uit Zuid-Afrika was opgeheven, kon Frank Fredericks deelnemen aan internationale wedstrijden. Hij won gelijk een zilveren medaille op de 200 m bij de wereldkampioenschappen atletiek in 1991.
In 1992 werd Fredericks de eerste Namibische atleet met een olympische medaille. Hij behaalde in Barcelona op zowel de 100 m als op de 200 m een zilveren medaille. Frederick was bij dat toernooi ook de vlaggendrager van zijn vaderland tijdens de openingsceremonie. Bij de WK atletiek in 1993 werd hij wereldkampioen op de 200 m. In 1994 won hij de gouden medaille op de 200 m en de bronzen op de 100 m op de Gemenebestspelen van 1994. Zijn tijd van 19,97 op de 200 m is nog steeds het Gemenebestspelen record. Op de Olympische Spelen van 1996 in Atlanta veroverde Fredericks opnieuw twee zilveren medailles op de 100 en 200 m sprint. Hij werd twee maal geklopt door iemand die een wereldrecord vestigde, Donovan Bailey op de 100 m en Michael Johnson op de 200 m.
Op de Gemenebestspelen van 1998 kon hij zijn Gemenebesttitels niet verlengen. Hij werd op de 100 m verslagen door Ato Boldon. Door een blessure aan de achilleshiel moest hij de Spelen van 2000 en de Wereldkampioenschappen van 1999 en 2001 missen. In 2002 keerde hij op 34-jarige leeftijd terug en won drie titels in minder dan twee weken tijd. Eerst won hij de 200 m op de Gemenebestspelen in Manchester en een week later de 100 en de 200 m op het Afrikaanse kampioenschap atletiek in Tunis. In 2003 won hij de 200 m op de eerste Afro-Aziatische Spelen. Op de Olympische Spelen van 2004 finishte als vierde in de finale van de 200 m. Aan het einde van het atletiekseizoen in 2004 zette hij een punt achter zijn atletiekcarrière.

### Na de sportcarrière
Op 7 april 1999 richtte hij de Frank Fredericks Foundation op met als bedoeling jonge Namibische atleten te steunen.
Vanaf 2004 zetelt hij in het Internationaal Olympisch Comité en bekleedde er verschillende functies. Zo was hij tussen 2008 en 2012 hoofd van de atletencommissie en lid van het Uitvoerend Comité. Sinds 2012 zetelt hij in de IOC Sessie, de Algemene vergadering van het IOC. Daarnaast is hij lid van de atletencommissie van het IAAF, de atletencommissie van het WADA en het Uitvoerend Comité van het Namibisch Olympisch Comité. Ook staat hij aan het hoofd van de Namibische atletiekbond en de atletencommissie van de Afrikaanse atletiekfederatie. In maart 2007 werd bekend, dat Fredericks door de Duitse atletiekbond als trainer-adviseur is aangetrokken. Hij moest de Duitse sprinters, met name de Duitse estafetteploeg op de 4 x 100 m, weer terugbrengen naar wereldtopniveau. Sinds 2009 is hij lid van het directiecomité van voetbalclub Black Africa. Fredericks is sinds september 2005 ambassadeur voor Unicef in Namibië.

## Titels
- Wereldkampioen 200 m - 1999
- Wereldindoorkampioen 200 m - 1993
- Afrikaans kampioen 100 m - 2002
- Afrikaans kampioen 200 m - 1998, 2002
- Gemenebestkampioen 200 m - 1994, 2002
- Zuid-Afrikaans kampioen 200 m - 1987
- NCAA kampioen 100 m - 1991
- NCAA kampioen 200 m - 1991
- NCAA indoorkampioen 200 m - 1991
- NCAA indoorkampioen 4 x 400 m - 1992

## Persoonlijke records
Outdoor
| Onderdeel | Prestatie           | Datum           | Plaats   |
| --------- | ------------------- | --------------- | -------- |
| 100 m     | 9,86 s (ex-AR; NR)  | 3 juli 1996     | Lausanne |
| 200 m     | 19,68 s (ex-AR; NR) | 1 augustus 1996 | Atlanta  |
| 400 m     | 46,28 s             | 1989            |          |

Indoor
| Onderdeel   | Prestatie    | Datum            | Plaats           |
| ----------- | ------------ | ---------------- | ---------------- |
| 50 m        | 5,71 s (NR)  | 25 januari 1995  | Grenoble         |
| 60 m        | 6,51 s (NR)  | 12 maart 1993    | Toronto          |
| 100 m       | 10,05 s      | 12 februari 1996 | Tampere          |
| 200 m       | 19,92 s (WR) | 18 februari 1996 | Liévin           |
| 300 m       | 32,36 s      | 28 februari 2003 | Karlsruhe        |
| verspringen | 7,57 m       | 22 februari 1991 | Colorado Springs |

## Palmares

### 60 m
- 1993:  WK indoor - 6,51 s

### 100 m
Kampioenschappen
- 1991:  Afrikaanse Spelen - 10,18 s
- 1991: 5e WK - 9,95 s
- 1992:  OS - 10,02
- 1993: 6e WK - 10,03 s
- 1994:  Gemenebestspelen - 10,06 s
- 1994: 4e IAAF Grand Prix finale - 10,21 s
- 1995: 4e WK - 10,07 s
- 1996:  OS - 9,89
- 1997: 4e WK - 9,95 s
- 1998:  IAAF Grand Prix finale - 10,11 s
- 1998:  Afrikaanse kamp. - 9,97 s
- 1998:  Gemenebestspelen - 9,96 s
- 1999:  Afrikaanse Spelen - 10,10 s
- 1999: DNS in ½ fin. WK
- 2002:  Afrikaanse kamp. - 9,93 s
- 2004: 4e in ¼ fin. OS - 10,17 s

Golden League-podiumplekken
- 1993:  Bislett Games - 10,11 s
- 1997:  Athletissima - 9,91 s
- 1997:  Bislett Games – 10,11 s
- 1997:  Weltklasse Zürich – 9,98 s
- 1997:  Memorial Van Damme – 9,90 s
- 2003:  ISTAF – 9,99 s
- 1998:  Golden Gala – 9,97 s
- 1998:  Bislett Games – 9,95 s
- 1998:  Herculis – 10,02 s
- 1998:  Weltklasse Zürich – 10,04 s
- 2003:  ISTAF – 10,23 s

### 200 m
Kampioenschappen
- 1991:  WK - 20,34 s
- 1991:  Afrikaanse Spelen - 20,28 s
- 1991:  IAAF Grand Prix finale - 20,47 s
- 1992:  OS - 20,13 s
- 1993:  WK - 19,85 s
- 1993: DNS in ½ fin. WK indoor
- 1993:  IAAF Grand Prix finale - 20,34 s
- 1994:  Gemenebestspelen - 19,97 s
- 1994:  Goodwill Games - 20,17 s
- 1994:  Wereldbeker - 20,55 s
- 1995:  WK - 20,12 s
- 1995:  IAAF Grand Prix finale - 20,21 s
- 1996:  OS - 19,68 s
- 1997:  WK - 20,23 s
- 1997:  IAAF Grand Prix finale - 19,81 s
- 1998:  Afrikaanse kamp. - 19,99 s
- 1998:  Wereldbeker - 19,97 s
- 1999:  WK indoor - 20,10 s
- 1999: DNS in fin. WK
- 1999: 5e IAAF Grand Prix finale - 20,26 s
- 2002:  Wereldbeker - 20,20 s
- 2002:  Gemenebestspelen - 20,06 s
- 2002:  Afrikaanse kamp. - 20,10 s
- 2003: 7e WK - 20,47 s
- 2003:  Afrikaanse Spelen - 20,43 s
- 2003:  Afro-Aziatische Spelen - 20,57 s
- 2004:  Wereldatletiekfinale - 20,31 s
- 2004: 4e OS - 20,14 s
- 2004: DNS ½ fin WK indoor

Golden League-podiumplekken
- 1993:  Memorial Van Damme - 20,34 s
- 1995:  Memorial Van Damme - 20,13 s
- 1996:  Weltklasse Zürich - 20,04 s
- 1996:  Memorial Van Damme - 19,92 s
- 1996:  ISTAF - 19,97 s
- 1997:  Herculis - 19,93 s
- 1999:  Herculis – 19,93 s
- 1999:  Weltklasse Zürich – 20,23 s
- 2002:  Golden Gala – 19,99 s
- 2004:  Golden Gala – 20,36
- 2004:  Meeting Gaz de France – 20,35 s
- 2004:  Memorial Van Damme – 20,20 s
- 2004:  ISTAF – 20,25 s

### 4 x 100 m
- 1998:  Wereldbeker - 38,29 s
- 2002:  Wereldbeker - 38,63 s

Golden League-podiumplekken
- 1997:  ISTAF - 38,24 s

1983 Calvin Smith ·
1987 Calvin Smith ·
1991 Michael Johnson ·
1993 Frankie Fredericks ·
1995 Michael Johnson ·
1997 Ato Boldon ·
1999 Maurice Greene ·
2001 Konstantinos Kenteris ·
2003 John Capel ·
2005 Justin Gatlin ·
2007 Tyson Gay ·
2009 Usain Bolt ·
2011 Usain Bolt ·
2013 Usain Bolt ·
2015 Usain Bolt ·
2017 Ramil Goelijev ·
2019 Noah Lyles ·
2022 Noah Lyles ·
2023 Noah Lyles